# Chronik der Stadt Osnabrück/1901–1925
Diese Liste ist eine Teilliste der Chronik der Stadt Osnabrück. Sie listet datierte Ereignisse von 1901 bis 1926 in Osnabrück auf.

## 1901
- August: Der 48. Deutschen Katholikentag findet vom 25. bis 29. August in Osnabrück statt.
- 1. August: Wilhelm Karmann übernimmt den Wagenbaubetrieb von Christian Klages.

## 1902
- 13. März: Einsegnung der Herz-Jesu-Kirche.
- 26. März: Die II. Abteilung des Ostfriesischen Feldartillerie-Regiments Nr. 62 bezieht die neu errichtete Artilleriekaserne am Westerberg.[1]

## 1903
- 29. Juni: In Hellern wütet ein F2-Tornado. Außerdem zerstört Hühnerei großer Hagel Fenster und Gärten.[2]
- 24. Oktober: Die Schmalspurbahn Piesberg-Rheine nimmt ihren Betrieb auf.

## 1904
- 11. Dezember: Geburt von Felix Nussbaum in Osnabrück.

## 1906
- 31. Januar: Die Straßenbahn Osnabrück nimmt ihren Betrieb auf.
- 15. Juli: Die Gemeinde Voxtrup verleiht die Gewinnungs- und Durchleitungsrechte für das Wasserwerk Düstrup.[3]
- Die Handelskammer eröffnet ihre neue m Niederlassung an der Möserstraße.[4]

## 1907
- 7. August: Auf der Ersten Blumenhalle wird das letzte Schnatgangsfest der Martinianer Laischaft gefeiert.[5]
- 23. September: Baubeginn der Lutherkirche.

## 1908
- 22. Mai: Das Wasserwerk Düstrup nimmt seinen Betrieb auf.[3]
- 1. Oktober: Die Schinkelkurve des Hauptbahnhof wird in Betrieb genommen.[6]

## 1909
- 1. Mai: Der Haarmannsbrunnen wird eingeweiht.
- 29. September: Erste Vorführung im Theater Osnabrück.
- 14. November: Weihe der Lutherkirche.

## 1911
- Bau der ersten Schellenbergbrücke.
- Mai: Das Hotel Schaumburg am Schillerplatz muss Konkurs anmelden.[7]
- 22. Oktober: Auf dem Flugplatz Netter Heide findet der erste Osnabrücker Flugtag statt.[8]

## 1912
- Die erste Schellenbergbrücke wird über den Rangierbahnhof errichtet.
- Das Klärwerk Eversburg wird in Betrieb genommen.[9]
- 23. Juli: Im damals noch selbstständigem Schinkel wird das Flussbad Wellmannsbrücke eröffnet. Später entwickelt sich daraus das 1997 geschlossene Freibad Wellmannsbrücke.[10]

## 1913
- 26. April: Gründung des Osnabrücker Ruder-Vereins.
- Mai: Der Unterführung der Buerschen Straße unter der Rollbahn, welche durch den Klushügel gegraben wurde, wird für den Verkehr freigegeben.[11]
- 1. Oktober: Das Amt des Turmwächters wird in Osnabrück abgeschafft.[12]

## 1914
- 3. März: Bischof Hubertus Voß stirbt.
- 1. April: Die selbstständige Gemeinde Schinkel wird nach Osnabrück eingemeindet.
- September: In der Artilleriekaserne am Westerberg wird ein Kriegsgefangenenlager für Offiziere eingerichtet.[1]
- 29. September: Wilhelm Berning wird zum Bischof von Osnabrück geweiht.

## 1915
- 15. April: Die im Schinkel gelegene Backhausschule, benannt nach Johannes Christian Nikolaus Backhaus, nimmt den Schulbetrieb auf.[13]
- 1. November: Die Hafenbahn nimmt ihren Betrieb auf.[14]

## 1916
- Der Katholische Fürsorgeverein für Frauen und Mädchen, Vorläufer des Sozialdienst katholischer Frauen Osnabrück, wird gegründet.[15]
- Charles de Gaulle wird als Kriegsgefangener in Offizierlager am Westerberg untergebracht.[1]
- 27. März: Die Sparkasse Osnabrück eröffnet ihren neue Hauptstelle am Neumarkt.[16]
- 3. April: Der Schleppkahn Minden 52 erreicht mit 475 Tonnen Hafer für das Heeresproviantdepot als erstes Schiff über den neuen Stichkanal den Osnabrücker Hafen.[17]
- 23. Mai: Der Caritasverband für die Diözese Osnabrück wird von Bischof Wilhelm Berning ins Leben gerufen.[18]

## 1918
- Der Spanische Grippe fallen 415 Osnabrücker zum Opfer, was eine Sterblichkeit von 0,5 % der Stadtbevölkerung entspricht. Besonders auffällig ist, dass die Altersgruppe zwischen 15 und 40 Lebensjahren am stärksten betroffen ist.[19]
- Einrichtung des Domschatz- und Diözesanmuseums.
- 23. Januar: Auf dem Johannisfriedhof werden 19 Finnische Jäger, Opfer des Zugunglück von Ostercappeln, unter großer Beteiligung Osnabrücker Bürger beigesetzt.[20]
- 1. Juli: Das Kaffeehaus Erste Blumenhalle, zuletzt unter dem Namen Bürgergarten betrieben, wird vom Verein Evangelische Kinderpflege aufgekauft und zum Kinderheim umgebaut.[5]
- 18. Dezember: Die letzten französischen Offiziere aus dem Kriegsgefangenenlager am Westerberg werden mit einem Sonderzug vom Hauptbahnhof in ihre Heimat entlassen.[1]

## 1919
- 1. Januar: Das Infanterie-Regiment Nr. 78 wird in Osnabrück demobilisiert und aufgelöst.
- 2. Juli: In einem Protestzug durch Hagen am Teutoburger Wald versuchen Osnabrücker Sozialdemokraten auf das Verhalten  der Obstbauern in den Hagener Kirschkrawallen aufmerksam zu machen.[21]
- 12. Juli: In Hagen am Teutoburger Wald kommt es zu einem erneuten Protestmarsch, Grund sind wiederum die Hagener Kirschkrawallen.[21]

## 1920
- 23. März: Am Marienhospital wird eine Krankenpflegeschule eingerichtet.[22]
- 1. Juli: Die Chemische Fabrik Dr. Gröppel & Co. Kg wird gegründet. Später wurde sie in CHEMFA, heute Mineralölwerk Osnabrück umbenannt.[23]
- 19. Juni: Auf dem Wochenmarkt werden Hagener Obst- und Gemüsehändler angegangen. In der Fortführung der Hagener Kirschkrawallen wird der Reichswehr am Abend sogar ein Maschinengewehr abgenommen.
- 21. Juni: Die Krawallen der Vortage wird durch Schüsse von Ordnungskräften beendet.[24]
- 15. August: Der Carolingerbund wird gegründet.[25]
- 1. Oktober:  Die Gemeinde St. Joseph wird von der Gemeinde St. Johann abgepfarrt.[26]

## 1921
- Der Verein für naturgemäße Lebens- und Heilweise Prießnitz eröffnet in der Weststadt das Licht- und Freiluftbad.[27]
- 11.–13. Juni: In Osnabrück findet das 26. Kreisturnfest der Niedersachsen und Friesen statt.[28]
- August: Nach den Mord an Matthias Erzberger wird in Osnabrück eine Kundgebung von SPD, USPD, Kommunisten und Gewerkschaften abgehalten. Eine gleichzeitig in der Stadthalle abgehaltene Konferenz des Flottenbund Deutscher Frauen mit Hellmuth von Mücke als Gast wird gestürmt und die als nationalsozialistisch eingestellten Teilnehmer vertrieben.[29]
- 18. Oktober: Das Katholische Fachseminar zur Ausbildung von Kindergärtnerinnen wird durch Bischof Wilhelm Berning an der Schillerstraße 14 eröffnet.[30]

## 1922
- 2. Februar: Am Hauptbahnhof beginnt ein einwöchiger Streik der Reichsgewerkschaft deutscher Eisenbahnbeamten und -anwärter.[31]
- 12. April: Eine Kommission von Landwirtschaftsministerium schaut sich das Gut Muesenburg bezüglich der Eignung für das geplante Gestüt Osnabrück an.[32]
- 22. Mai: Grundsteinlegung für die Liebfrauenkirche in Eversburg.[33]
- 4. Juni: In Osnabrück findet der Jugendtag der Guttempler statt.[34]
- 27. Juni: Trotz regnerisch Wetters nehmen 15.000 Menschen an einer Kundgebung anlässlich der Ermordung Walther Rathenaus am Ledenhof teil.[34]
- 1. Oktober: Das Kriegerdenkmal für die Gefallenen des Infanterie-Regiment Nr. 78 am Bucksturm wird eingeweiht.
- 12. November: Das auf eine Schwimmbahnlänge von 25 Meter erweiterte Pottgrabenbad nimmt mit einem Schauschwimmen seinen Betrieb auf.[35]

## 1923
- 10. Mai: Die Methodistenkirche wird eingeweiht.[36]
- Juli: Der Fabrik F.H. Hammersen wird der Bau eines Anschlussgleises vom Güterbahnhof durch den Stahlwerksweg und die Wörthstraße zum Betriebsgelände genehmigt.[37]
- 8. Dezember: Bischof Berning weiht die Liebfrauenkirche in Eversburg ein.[33]

## 1924
- Im Osnabrücker Turnverein (OTV) werden jüdische Mitglieder ausgeschlossen. Treibende Kraft ist der Vorsitzende Fritz Frömbling.
- 16. Februar: Die Straßenbahn nimmt nach der Stilllegung im August 1922 ihren Fahrbetrieb wieder auf.[38]

## 1925
- Der Heger Friedhof wird eröffnet.
- 28. Juni: Der SC Rapid spaltet sich vom VfL Osnabrück ab.[39]
- 2. September: Der Gleisanschluss vom Hammersen an der Iburger Straße wird in Betrieb genommen. Bis 1960 wird die Weberei durch die Hafenbahn über die Schiene versorgt.[40]
- 3. November: Das Replik des Künstlers Lukas Memken vom Löwenpudels wird auf die Stele am Dom aufgesetzt.[41]